# Więzadło piętowo-strzałkowe

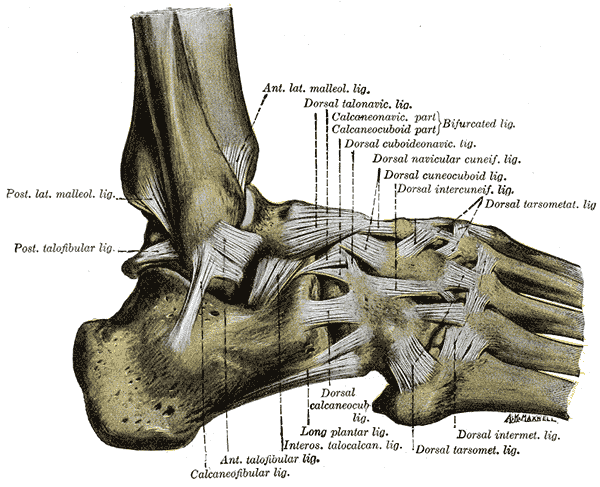
Więzadła stopy – widok z boku. Więzadło piętowo-strzałkowe (calcaneofibular lig.) znajduje się w centrum grafiki, nieco po stronie lewej.

Więzadło piętowo-strzałkowe (łac. ligamentum calcaneofibulare) – w anatomii człowieka jedno z więzadeł stawu skokowego górnego. Więzadło przyczepia się do wierzchołka kostki bocznej, biegnie do dołu i do tyłu. Kończy swój bieg przyczepem do powierzchni bocznej kości piętowej. Jest przykryte ścięgnem mięśnia strzałkowego długiego i krótkiego.